# Igreja do Espírito Santo e Convento de São Francisco (Goa)

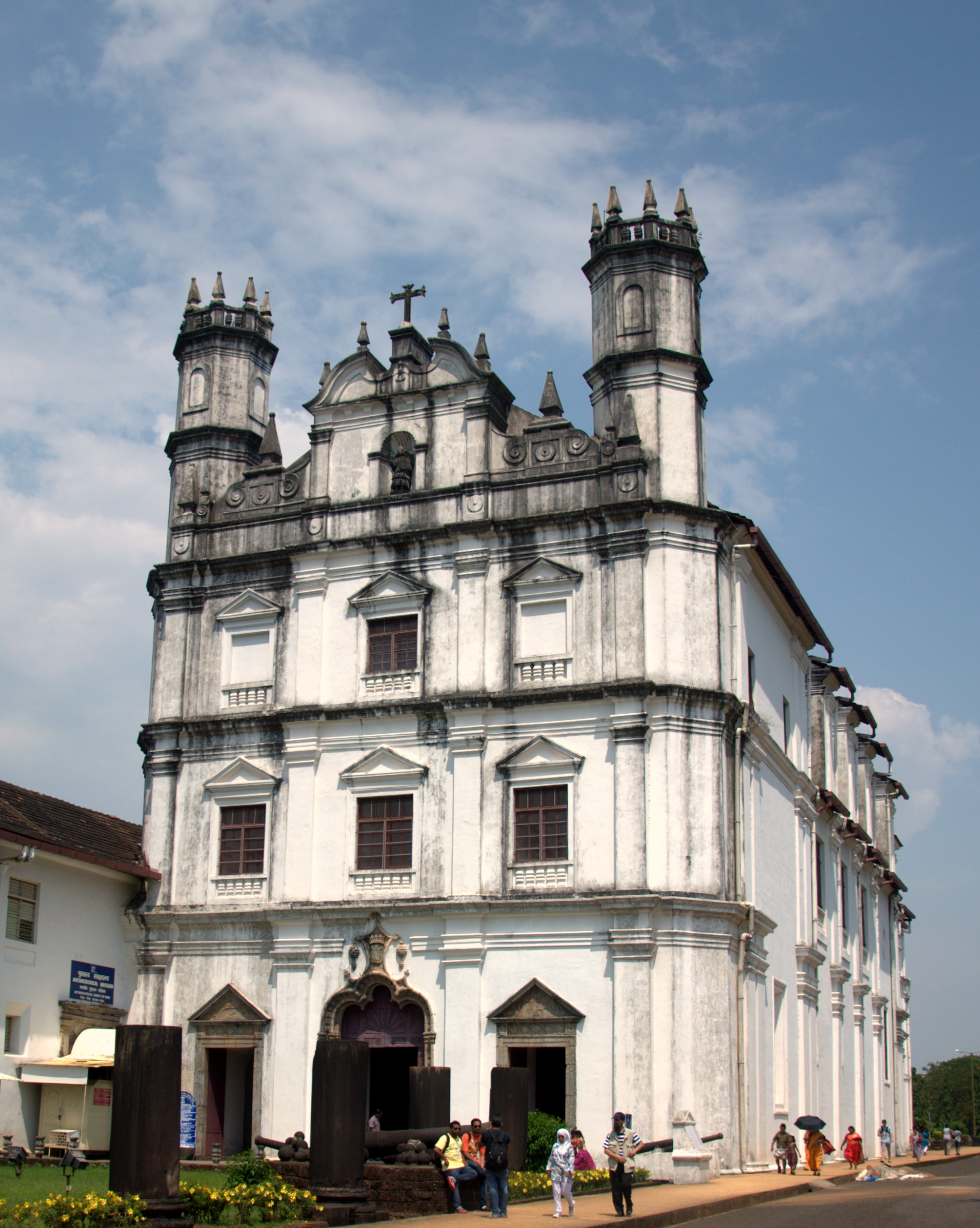
Klosterkirche Igreja do Espiríto Santo des Franziskanerklosters in Velha Goa

Die Igreja do Espírito Santo e Convento de São Francisco, deutsch Kirche des Heiligen Geistes und Kloster zum Heiligen Franziskus, ist ein ehemaliges Franziskanerkloster mit angeschlossener Klosterkirche zu Ehren von Franz von Assisi in der indischen Stadt Velha Goa. Die Anlage, in ihrer heutigen Form 1661 errichtet, ist Teil des UNESCO-Weltkulturerbe-Ensembles „Kirchen und Klöster von Goa“ (s. Welterbe in Indien) und dient heute unter anderem als Museum des Archaeological Survey of India.
Das Kloster galt lange als Hauptsitz des Franziskanerordens in Ostasien.

## Geschichte

### Gründung des ersten Franziskanerklosters in Ostasien
Das Kloster des Heiligen Franziskus wurde im Jahr 1518 vom Bruder António Louro gegründet, der in Gesellschaft von acht franziskanischen Brüdern in Goa ankam. König Manuel I. hatte den Kolonialgouverneur Lopo Soares de Albergaria explizit angewiesen, den Franziskaner bei seiner Missionierung und der Gründung eines Klosters in der portugiesischen Kolonie zu unterstützen. Albergaria stiftete Louro einige leerstehende, ursprünglich dem verstorbenen João Machado gehörende Bauten. Die erste Einrichtung des Klosters soll bescheiden gewesen sein und lediglich aus einer Kapelle, drei Altären, einer Orgel sowie einem kleinen Glockenturm bestanden haben. Des Weiteren soll es eine Sakristei, einige Klosterzellen sowie einen kleinen Garten gegeben haben.

### Erster Bau
Bruder António Louro beschwerte sich in einem Brief an das portugiesische Königshaus, dass er vom Kolonialgouverneur Albergaria nicht im ausreichenden Maße unterstützt worden sei, und bat um die Erlaubnis, ein Kloster zu bauen und dafür die nicht mehr genutzten Steine des zerstörten Hindu-Tempels der nahegelegenen Insel Divar zu verwenden. Dieser Bitte wurde entsprochen, die Bauarbeiten für das neue Gebäude begannen 1520 und wurden 1521 beendet (nach anderen Quellen zogen sich die Bauarbeiten bis weit in die 1520er Jahre hin). Das Kloster, als einer der ersten und damit wichtigsten Bauten von Velha Goa, befand sich in zentraler Lage in der alten Hauptstadt unweit des Flusses Mandovi, angrenzend an die Bischofsresidenz sowie an die Kathedrale von Goa.
Die Architekten des Baus sind weitestgehend unbekannt. António Nunes Perreira schreibt unter Berufung auf den Missionar António Silva Rego, dass die Architekten Leonardo Vaz, königlicher Baumeister in Portugiesisch-Indien 1525–27, João de la Ponte sowie João Fernandes und Bastiam (Sebastião) Pires am Bau des Klosters und der Klosterkirche beteiligt gewesen sein sollen.

### Umbau zum heutigen Erscheinungsbild

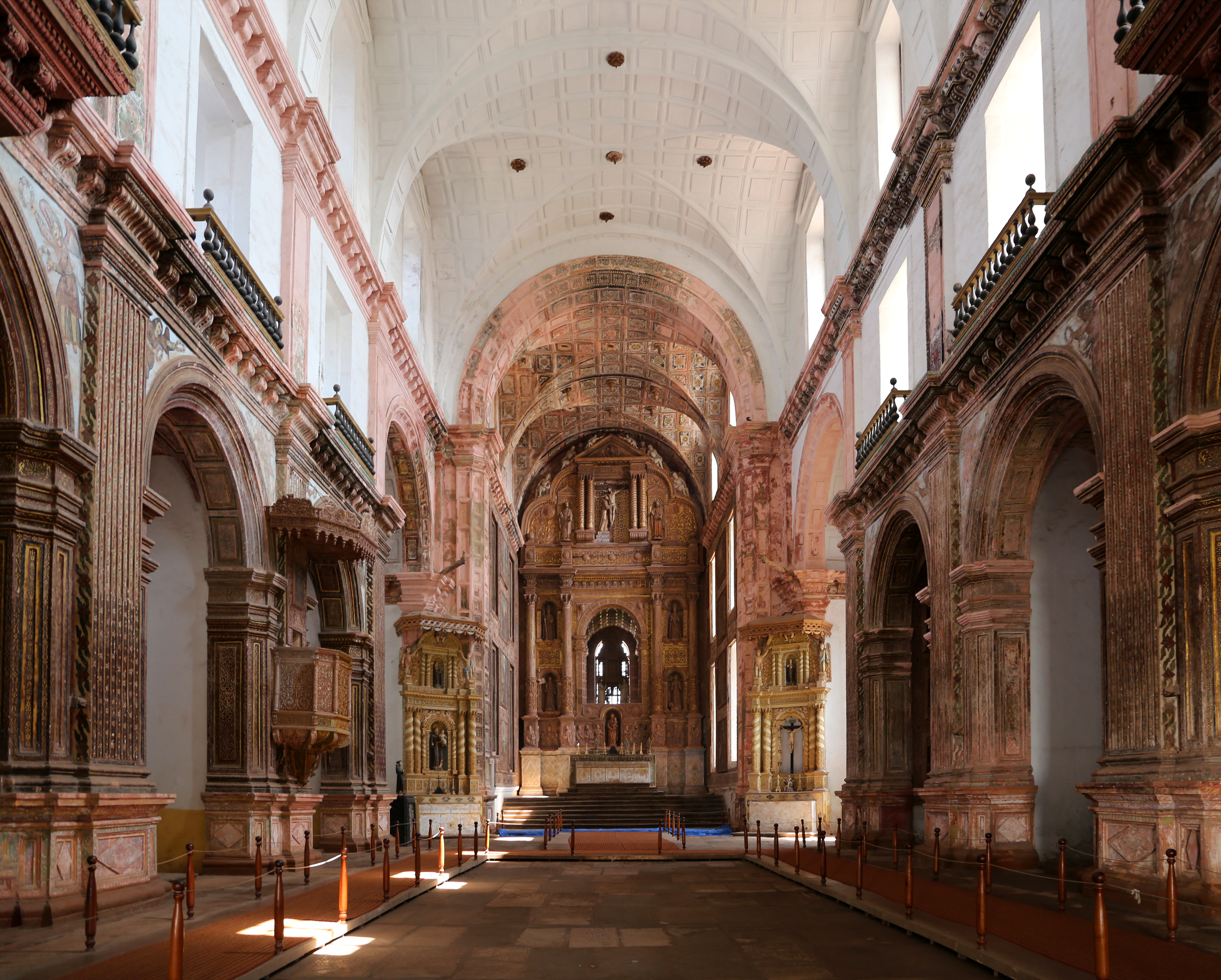
Innenraum der Kirche

1661 wurde das Kloster und die Klosterkirche massiv umgebaut, nur das manuelinische Eingangsportal ist aus der Zeit davor noch erhalten. Zwar berichten auch Quellen, dass die gesamte Anlage neu gebaut worden sein soll, jedoch widersprechen der Grundriss und die Eingangstür der Kirche dieser These, da diese noch exakt den Dimensionen des Vorgängerbaus entsprechen. Auch sind die Ausmaße der Seitenkapellen gleich und es befindet sich – charakteristisch für die kirchliche Architektur des 14. und 15. Jahrhunderts – lediglich ein kleiner Glockenturm neben der Sakristei. Seit dem Umbau hat sich die Anlage jedoch abgesehen von kleineren Umbauten nicht mehr erheblich verändert.
Mit dem Verbot der Ordensgemeinschaften im Jahr 1835 ließ der portugiesische Staat das Kloster und die Kirche schließen, wobei sie 1876 durch den Kolonialgouverneur João Tavares de Almeida für allgemeine Gottesdienste wieder eröffnet wurde.

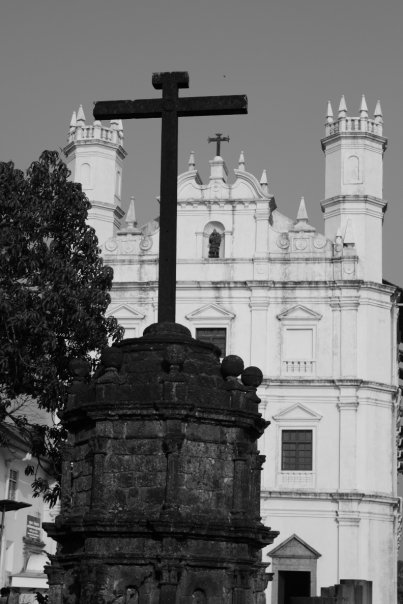
Granitkreuz vor der Klosterkirche

1986 ernannte die UNESCO das Kloster und die Klosterkirche als Teil des Ensembles „Klöster und Kirchen von Goa“ zum Weltkulturerbe. In der portugiesischen Denkmaldatenbank Sistema de Informação para o Património Arquitectónico, die auch Denkmale ehemaliger portugiesischer Kolonien umfasst, ist die Kathedrale mit der Nummer 11434 eingetragen. In der Datenbank des Archaeological Survey of India ist die Kathedrale mit der Nummer N-GA-4 eingetragen.
Heute dient das Kloster als Museum des Archaeological Survey of India in Velha Goa.

## Architektur

### Äußeres Erscheinungsbild
Das Kloster und die angeschlossene Klosterkirche entsprechen dem Stile des Barocks – vom Vorgängerbau ist lediglich das manuelinische Eingangsportal erhalten. Dieses Eingangsportal, in dunklem Stein, ist in typisch manuelinischer Art und Weise dreifach verschwungen und mit Armillarsphären, dem Symbol des Königs Manuel I., versehen. Die Fassade ist lang und vierstöckig hoch, mit zwei oktogonalen Turmaufsätzen.
Im Vorfeld des Eingangsportals befindet sich ein großes Granitkreuz.

### Innenraum

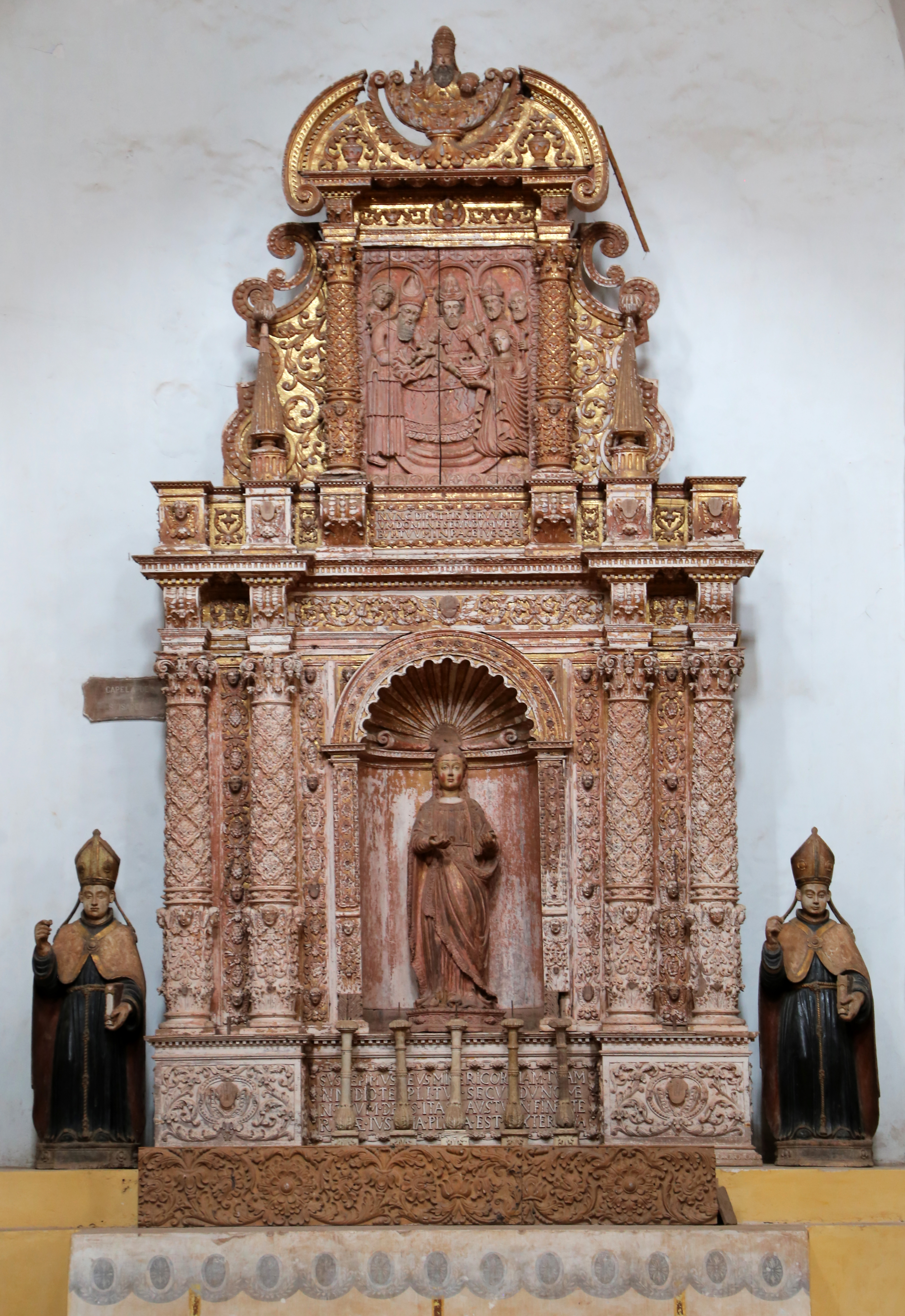
Kapelle der Heiligen Elisabeth von Portugal (Santa Isabel de Portugal) im Kirchenraum

Der Innenraum der Klosterkirche besteht aus nur einem Kirchenschiff mit sechs Seitenkapellen und einem schmalen Querschiff, ausgestaltet mit Stuck und Malereien. Auf der Seite der Epistel befinden sich die Kapellen und Altäre der Jungfrau der unbefleckten Empfängnis (Imaculada Conceição), Jungfrau der Schmerzen (Nossa Senhora das Dores) und der Wundmale des Franz von Assisi (Chagas de São Francisco de Assis). Auf der Evangelienseite befinden sich die Kapellen der Jungfrau der Wunder (Nossa Senhora dos Milagres), der Heiligen Elisabeth von Portugal (Santa Isabel de Portugal) sowie eine Portiuncula.
Der Boden ist, wie bei vielen goesischen Kirchen, mit zahlreichen Inschriften und Wappen versehen. Die Apsis ist mit Gemälden des Lebens des Franz von Assisi ausgestaltet, ein großes, vergoldetes Altarretabel (von 1670) zeigt Jesus Christus den Heiligen Franziskus umarmend. Hinter dem Retabel befindet sich ein Tabernakel mit Statuen der vier Evangelisten.